# モレスキン

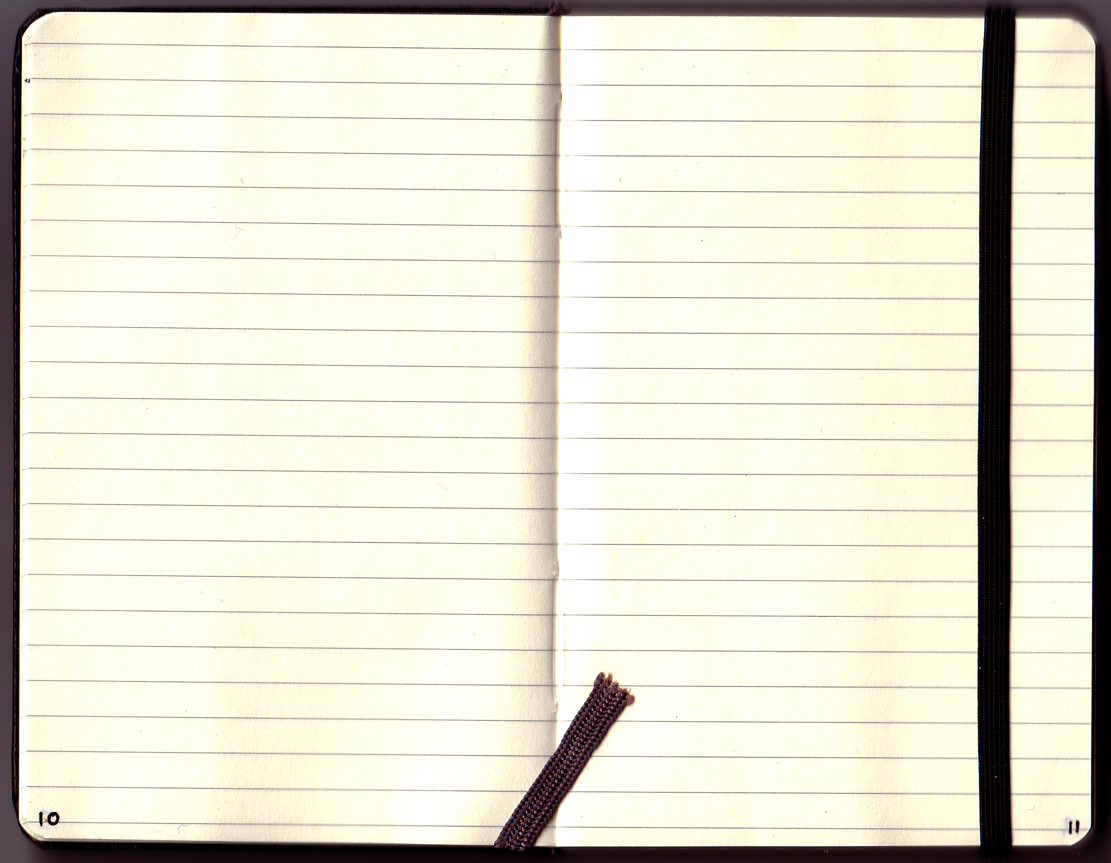
ルールド（横罫線）タイプのモレスキン内部。右の帯はゴムバンド、中央の紐は栞。

モレスキン（Moleskine, 旧社名：Modo & Modo）は、1997年にフランチェスコ・フランチェスキによって設立され、イタリアのミラノに拠点を置く、メーカー、製紙会社、プロダクトデザイン会社。高級ノートブックのほか、手帳、スケッチブック、革製バックパック、ホールディング、日記、財布、各種アクセサリー、文具をデザイン・製造・販売している。
また、同社が製造・販売する手帳のブランド名でもある。撥水加工の黒く硬い表紙と手帳を閉じるためのゴムバンドが特徴である。「Moleskine」という名前には正式な発音がなく、かつてはモールスキン、モレスキーネという呼称も一般的であったが、現在、同社の日本語サイトでは「モレスキン」と表示している。

## モレスキンの歴史
オリジナルのモレスキンは19世紀後半、フランス、トゥールの製本業者によって手工業で作られた。パリの文房具屋で販売され、ゴッホ、ピカソといった多くの有名人が使用していた。最も有名なモレスキンのユーザーはイギリスの紀行作家ブルース・チャトウィンで、作品にもよく登場する。モレスキンノートブックの販売にはチャトウィンの名前が使われている。チャトウィンは、パリで買った小さな黒いオイルスキンカバーのノートを「モレスキン」と呼び、『ソングライン』に書いている。
オリジナルの生産は1986年に終了、長らく入手不可能であったが、1998年に復刻され、現在はモレスキン社によって販売されている。オリジナルのモレスキンとモレスキン社のものは同一ではないが、現在でもカルト的な人気があり作家・ジャーナリスト・画家・ビジネスマンなどに幅広く使用されている。また、モレスキン社ではモレスキン・ブランドの多くの製品を販売している。

## モレスキン社の沿革
1997年、ミラノでTシャツを生産していた小さな会社、Modo & Modo Spaは、副社長のマリア・セブレゴンディのアイデアによってノートブックの生産を始めた。セブレゴンディは「製品には“物語”があることが重要である」とし、ゴッホやピカソらが使っていたものに似せたノートを売り出すことを思いつき、Moleskineブランドを登録、5000冊を市場に送り出した。高価なノートをマスメディアの広告を使用せずに、2006年からの5年間では平均26%の売上の伸びを記録し、年間1300万冊（2010年）売り上げた。
2006年、Modo & Modo社が強い需要の伸びに対応しきれなかったため、フランスの投資ファンドSociété Généraleが同社を買収することになった。同社は「Moleskine Srl」、後に「Moleskine SPA」と改名された。主な株主はプライベートエクイティファンドのSyntegra Capital（67.7%）、次いでIndex Ventures（15.2%）、創業者のFrancesco Franceschi（10.6%）、経営陣（6.5%） 2013年4月に、50.17%がミラノ証券取引所に上場された。
2016年9月、同姓同名の一族が支配するベルギーのグループで、自動車流通と窓ガラス修理（Carglass、Autoglass、Safelifeのブランドを展開）を専門とするディエテレン（Dietheren）社が、子会社のDM Investを通じてモレスキンの株式41％を取得した。同社の残りの株式に対する公開買い付けを開始したが、ディエテレンはモレスキンの完全支配権を得るための95%の基準を超え、上場廃止手続きを開始、2017年にモレスキン株はミラノ証券取引所での上場が廃止された。同年9月に2014年から同社のゼネラルマネージャーだったロレンツォ・ヴィグリオーネは会長となったアリッゴ・ベルーニに代わりCEOとなり、2019年12月にはヴィグリオーネは職を去ることになった。
日本では株式会社エムディーエスが総輸入販売店となっており、ネット通販サイトでも各国業者により展開されている。

## 製品
モレスキンのノートブックは、角が丸く、アイボリー色の紙を使った「伝統的な」黒いノートブックの美学に従って、スタイル化されている。厚紙に背表紙を縫い付け、ノートブックが平らになるように製本されている。また、リボン付きのしおりと、裏表紙の内側に拡張可能なポケットがあり、紙のバンデロールに収納されている。

### クラシック
- プレーン (白紙)
- ルールド (横罫線)
- スクエアード (方眼)
- スケッチブック (高級アート紙)
- メモポケット
- アドレスブック
- 水彩用ノートブック
- ストーリーボード (見開き4コマ)
- ジャパニーズ (蛇腹式)
- ミュージック (五線譜)
- インフォブック (旅行記録用)

### ダイアリー
- 12MONTH (1月〜12月)
  - ハードカバー
    - ダイアリー (1日1頁)
    - ウィークリーダイアリー

  - ソフトカバー (スケジュール＋ノート)

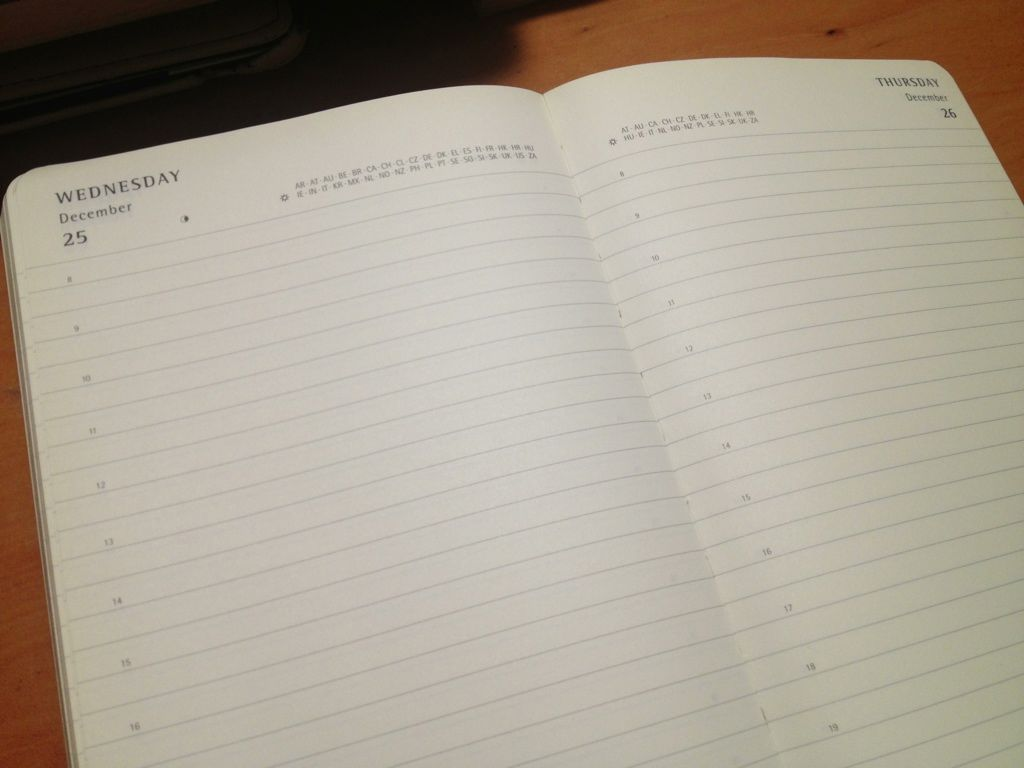
モレスキン　12ヶ月ダイアリー（1day/page）のページの一例

- 18MONTH (7月〜翌年12月) スケジュール＋ノート
  - ソフトカバー
  - ハードカバー

### シティ・ノートブック
- ヨーロッパ (26都市)

アテネ・アムステルダム・イスタンブール・ウィーン・ヴェネツィア・コペンハーゲン・サンクトペテルブルク・ストックホルム・ダブリン・チューリッヒ・トリノ・パリ・バルセロナ・ハンブルク・フィレンツェ・プラハ・フランクフルト・ブリュッセル・ベルリン・マドリード・ミュンヘン・ミラノ・モスクワ・リスボン・ローマ・ロンドン
- アジア (4都市)

京都・東京・北京・香港
- 北アメリカ (14都市)

アトランタ・サンフランシスコ・シアトル・シカゴ・トロント・ニューヨーク・バンクーバー・フィラデルフィア・ボストン・マイアミ・モントリオール・ラスベガス・ロサンゼルス・ワシントンD.C.

### リポーター
ページが上へ開き、立っていても記入ができるようにしたシリーズ。表紙・ページは完全に後ろへ捲れるようになっており「フリップ式」と呼んでいる。
- プレーン（白紙）
- ルールド（罫線付）
- スクエアード（方眼）

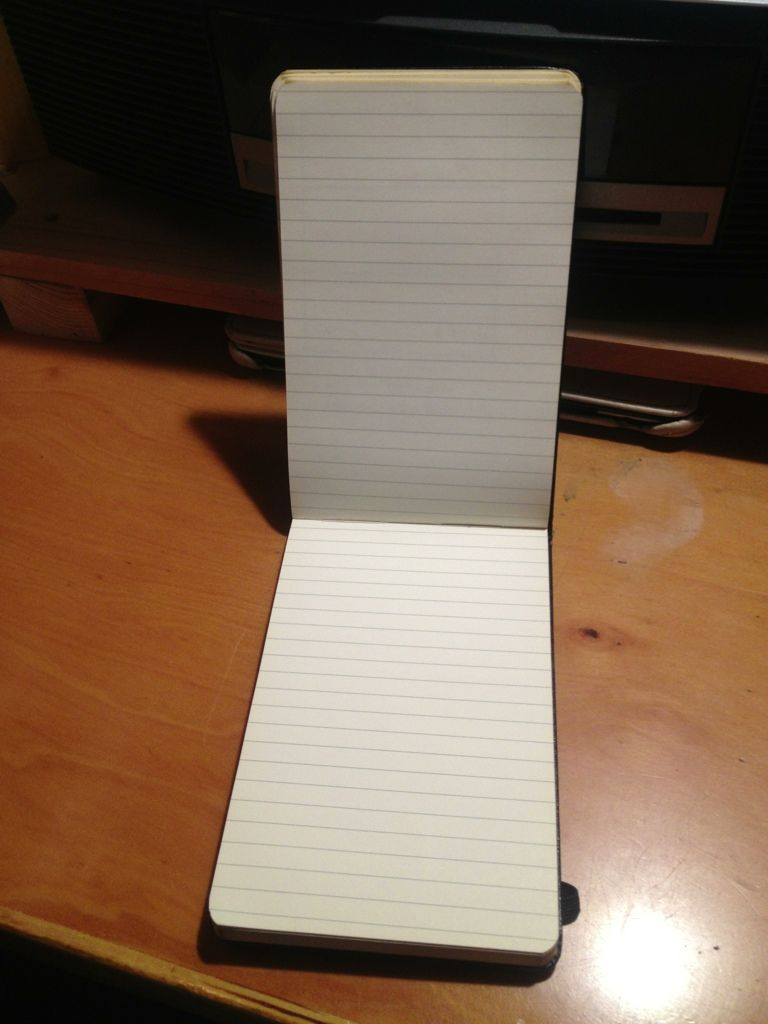
モレスキン　リポーター（ルールド・ハードカバー・ポケットサイズ）ページを開いた状態

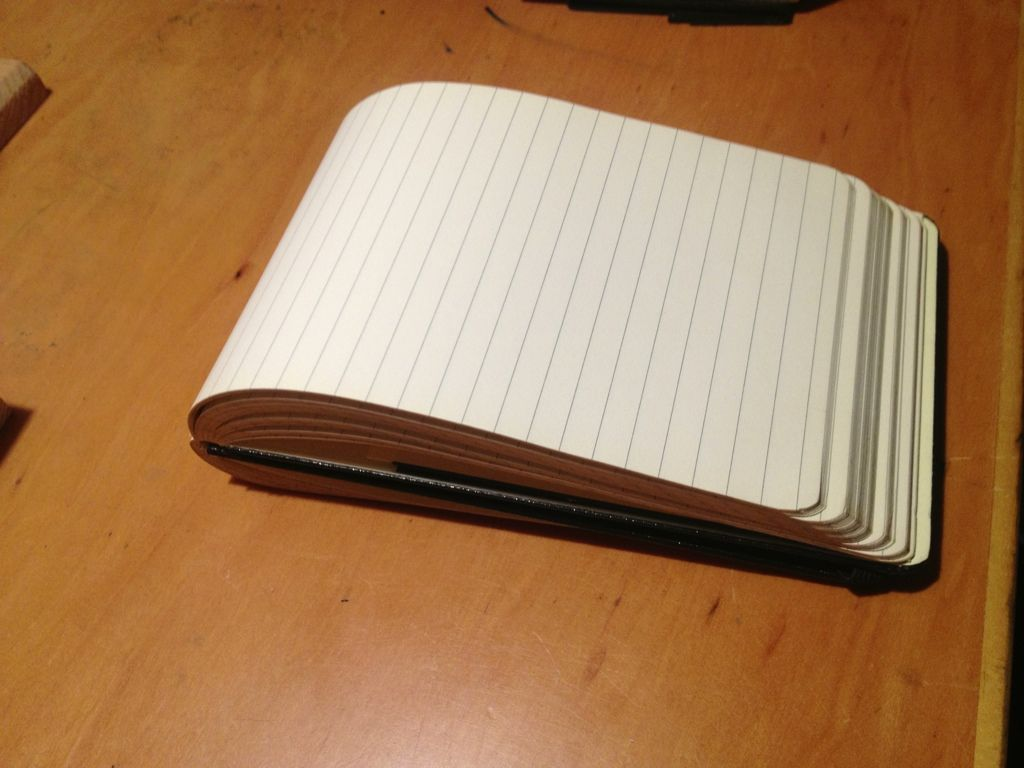
モレスキン　リポーター（ルールド・ハードカバー・ポケットサイズ）ページを完全に捲り折った状態

以上のそれぞれについて、表紙はハード／ソフトがラインナップされている。またサイズはハード表紙についてのみポケット／ラージがラインナップされていたが、現在ラージサイズは廃番となり生産されておらず、流通在庫をもって売り切り終売となる。